# 珊瑚克氏麗頸䲁
珊瑚麗頸䲁（學名：Lepidonectes corallicola），為輻鰭魚綱䲁形目三鰭䲁科麗頸䲁屬的一個種，被IUCN列為易危保育類動物，1912年，威廉·康弗斯·肯德爾和路易斯·拉德克利夫對此進行了描述，分布於東南太平洋加拉巴哥群島海域，為特有種，深度1至12公尺，本魚體延長，眼上方有大而尖的觸鬚，眶緣、前鰓蓋骨邊緣、頸背及吻背面有小刺，口腔頂部兩側的牙齒，鱗片粗糙，但腹部光滑，前鰓蓋骨及大部分鰓蓋骨被小鱗片覆蓋，胸鰭基部無鱗，雌魚體淺棕色至紅粉紅色，側面有四條H形紅棕色條紋，沿著側面有一條深色條紋，尾鰭基部有一條黑色帶，其周邊呈銀白色，第一背鰭紅色；繁殖期雄魚第一背黑色，中央有兩個黃色斑點，背鰭3個，背鰭硬棘16枚、背鰭軟條12-13枚、臀鰭硬棘2枚、臀鰭軟條21-22枚，體長可達8.9公分，成魚棲息在礁石區或陡峭礁坡，雌魚產附著性卵在藻類築的巢，雄魚會守護卵，幼魚為浮游性，生活習性不明。